# Thamnophis cyrtopsis
La culebra lineada de bosque, conocida también como Abaniquillo o culebra de agua, asimismo como culebra listonada cuello negro, (Thamnophis cyrtopsis) es una especie de serpiente de la familia Natricidae. Es de tamaño medio. Cabeza color gris claro a gris oscuro y comisuras supralabiales color negro. Detrás de las escamas parietales tiene una mancha negra. En el dorso tiene dos hileras de manchas negras redondeadas, alternadas a cada lado de la región dorsal y dorsolateral; la línea vertebral color crema, amarillo o naranja brillante corre a lo largo de todo el cuerpo, incluyendo la región caudal. Las escamas dorsales son quilladas. Es nativa del sudoeste de Estados Unidos, México y Guatemala. En México habita prácticamente en todo el país con excepción de las penínsulas de Baja California y de Yucatán. Vive en gran variedad de hábitats, desde desiertos, praderas secas y tierras bajas tropicales, hasta bosques de pino-encino y nubosos. Su rango altitudinal oscila entre 0 y 2,700 m s. n. m.. Prefiere clima tropical lluvioso, de estepa, muy árido o templado subhúmedo. Es terrestre y ovovivípara. La NOM-059-SEMARNAT-2010 considera a la especie como amenazada; la UICN2019-1 como de preocupación menor. Entre los principales riegos que amenazan el hábitat de la especie se encuentran el aumento demográfico, la caza furtiva, ganadería extensiva, desecación de pantanos, desmonte por agricultura, sobrepastoreo, construcción de presa, tala clandestina, contaminación de cuerpos de agua, uso inadecuado de recursos, explotación forestal, desarrollos turísticos y construcción de carreteras. Los factores mencionados anteriormente pueden ser de riesgo fundamental para la sobrevivencia de la especie.

## Subespecies
Se reconocen las siguientes subespecies:
- Thamnophis cyrtopsis cyrtopsis (Kennicott, 1860)
- Thamnophis cyrtopsis ocellatus (Cope, 1880)
- Thamnophis cyrtopsis collaris (Jan, 1863)